# Roger Taillibert
Roger Taillibert (Châtres-sur-Cher, Francia; 21 de enero de 1926-París, 3 de octubre de 2019) fue un arquitecto francés que destacó por el diseño del Parc des Princes en París y en el Estadio Olímpico de Montreal, Canadá.

## Biografía
Reconocido especialista en el uso de velas de hormigón, realizó: la piscina de Deauville (1965), el famoso Parque de los Príncipes de París (1969-1972), el distrito escolar de Chamonix-Mont-Blanc, el Stade Nord en Villeneuve-d'Ascq (1976), el Estadio Olímpico de Montreal para los Juegos Olímpicos de 1976, el Estadio Khalifa en Catar, donde también dirigió la Academia Deportiva Aspire.
Dedicó su carrera a realizar diversas construcciones orientadas al deporte y al espíritu deportivo.
Fue elegido miembro de la Academia de Bellas Artes el 19 de junio de 1983 en la presidencia de Eugène Beaudouin. Asumió la presidencia de la Academia (2004-2010), y del Instituto (2010). También fue miembro de la Academia de Deportes.
Fue el fundador de la Taillibert International Architecture Agency.

## Premios y distinciones
Fue nombrado comandante de la Legión de Honor de la Orden Nacional del Mérito de Palmas Académicas y de las Artes y las Letras por el Gobierno francés.